# Baltere
Balterne eller de baltiske folk (litauisk: baltai, ẑemaitisk: baltā, lettisk: balti, letgallisk: bolti) er et folk, som taler et af de baltiske sprog, der er en gren af de indoeuropæiske sprog. De nedstammer fra en gruppe af indoeuropæiske stammer, som slog sig ned i området mellem Weichsel, øvre Daugava og Dnepr ved Østersøens (latin: balticum)s sydøstlige bred. I dag bor balterne i to selvstændige stater, Letland og Litauen, den russiske enklave, Kaliningrad, og små områder i Rusland, Polen og Hviderusland.

## Etymologi
Adam af Bremen anvendte som den første i det 11. århundrede udtrykket Mare Balticum i moderne forstand som betegnelse for Østersøen. Selv om han må have været bekendt med det gamle navn, Balcia, der er navnet på en legendarisk ø i Østersøen, og selv om han kan have været klar over de baltiske ord med stammen Balt-, "hvidt", som "sumpen", rapporterer han, at han fulgte den lokale anvendelse af balticus for "bælte" fordi havet strækker sig mod øst "i Modum baltei" ("på samme måde som et bælte"). Dette er den første henvisning til "Det baltiske hav", en dagsrejse fra Hamburg."
På de germanske sprog, herunder på dansk, blev Østersøen (på de forskellige sprog) dog anvendt til omkring 1600, hvor "det Baltiske hav" vandt mere indpas. Omkring 1840 anvendte den tyske adel i guvernementet Livland betegnelsen "baltere" om sig selv, ikke de lettiske og estiske lavere klasser. De tyske adelige talte en særlig tysk dialekt, baltisk-tysk, som betragtedes som baltisk sprog frem til 1919.
I 1845 foreslog Georg Heinrich Ferdinand Nesselmann en særskilt sproggruppe for lettisk og litauisk, som han navngav "baltiske sprog". Forslaget fik en del tilslutning blandt lingvister, men blev først generelt accepteret efter afslutningen af 1. verdenskrig og oprettelsen af de baltiske lande i 1919. Efterhånden blev det finsk-ugriske sprog, estisk, udelukket fra den sproglige betydning Baltisk, mens gammelpreussisk, der længe betragtedes som tæt på litauisk og lettisk, blev optaget i gruppen af baltiske sprog. I geopolitisk betydning betragtes Estland dog fortsat som et baltisk land.

## Historie

### Oprindelse
Balterne eller de baltiske folk, defineret som de, der taler et af de baltiske sprog, en gren af den indoeuropæiske sprogfamilie, nedstammer fra en gruppe af indoeuropæiske stammer, der bosatte sig i området mellem floderne Weichsel, øvre Daugava og Dnepr på Østersøens sydøstlige kyst. Fordi de tusindvis af søer og sumpe i område har bidraget til balternes geografiske isolation, har de baltiske sprog bevaret en række arkaiske træk.
Det menes, at folk fra båndkeramikkulturen var indoeuropæiskeforfædre til mange europæere, herunder balterne. Sandsynligvis omkring 2.300-2.200 f.Kr. var der en massiv indvandring af folk fra sydøst, der repræsenterede båndkeramikkulturen, til hele Øst- og Centraleuropa og så langt nord på som det sydlige Finland. Det menes at de indoeuropæiske nytilkomne var ganske talrige, og i det østlige øtersøområde assimileredes med de indfødte Narva- og Nemankulturer. Efterfølgende spredtes den nye baltiske folkestamme sig i området fra Østersøen i vest til Volga i øst.
Nogle af de vigtigste autoriteter om baltere, som Buga, Vasmer, Toporov og Trubachov, har været i stand til ved gennemførelsen af etymologiske studier af østeuropæiske flodnavne, at identificere navne af baltisk herkomst i visse regioner, hvilket indikerer, hvor balterne levede i forhistorisk tid. Disse oplysninger er blevet sammenfattet af Marija Gimbutas i "The Balts" for at fastslå et sandsynligt proto-baltisk hjemland. Hendes sammenfatning indikerer at grænser er: En linje fra Pommerns kyst mod syd indbefattende nutidens byer Berlin, Warszawa, Kyiv og Kursk, nordpå indbefattende Moskva, vestpå til floden Berželė, nær Kaunas i Litauen og atter vestpå i en uregelmæssig linje til Rigabugten, nord for Riga.

### Urhistorie
Det proto-baltisk hjemland, Marija Gimbutas omtaler, omfatter samtlige områder balterne menes at have beboet på forskellige tider, og omfatter alle efterkommere af balterne. Over tid reduceredes det store proto-baltisk hjemland på grund af assimilation med andre folkegrupper og invasioner. Balterne blev splittet i vestlige og østlige baltere i sene århundreder f.Kr.. I 98 e.Kr. beskrev Tacitus en af stammerne der bor i nærheden af Østersøen (Mare Svebicum) som Aestiorum gentes og ravsamlere. Det menes, at disse folk var den baltisk/preussiske stamme samberne på halvøen Samland, selv om ingen andre samtidige kilder eksisterer.
I første halvdel af det første årtusinde e.v.t. medførte germansk og gotisk dominans i Nord- og Østeuropa omfattende udvandring. Omkring det 4. århundrede e.Kr. udvandrede, ifølge en af de teorier, som har vundet hævd i årenes løb, galinderne til den østlige ende af det proto-baltisk hjemland og bosatte sig omkring nutidens Moskva i Rusland. Mange østbaltere (Østgalindere og Dneprbaltere) assimileredes gradvist med slaverne og bidrog til dannelsen af slaviske stammer i 3-600-tallet.
Østbalterne boede på dette tidspunkt i det nuværende Hviderusland, Ukraine og Rusland mens den østlige Østersø-region var beboet af forfædre til vestbaltere og overgangsbaltere: blandt andet kurerne, jotvingerne, preusserne, skalverne, nadruverne og samberne.
Senere betød slavisk ekspansion fra øst, stor udvandring af baltere. Det fremgår af datidens slaviske krøniker, at øst/mellem baltere lå i krig med slaverne, og måske blev besejret og enten assimileret på et eller andet tidspunkt i 1000 til 1200-tallet eller udvandrede mod vest, indtil de nåede balternes nuværende etnografiske område i 12- og 1300-tallet. Samtidigt og efterfølgende assimileredes vestbaltere og overgangsbaltere med de indvandrende germanere og slavere eller udvandrede og assimileredes med øst/mellem balterene i de nærmeste århundreder efter år 1000.

### Middelalderen
I 11- og 1200-tallet resulterede interne kampe, samt invasioner af rutenere og polakker og senere indtrængen af Den Tyske Orden i en næsten fuldstændig udslettelse af galinderne, kurerne og jotvingerne. Efterhånden blev gammelpreusserne germaniseret og nogle litauniseret i perioden fra det 1400- til 1600-tallet, specielt efter reformationen i Preussen. De litauiske og lettiske kulturer overlevede og blev forfædrene til befolkningerne i de moderne lande i Letland og Litauen.
Gammelpreussisk var nært beslægtet med de andre uddøde vestbaltiske sprog, kurisk, galindisk og sudovisk, der er mere fjernt beslægtet med de overlevende østbaltiske sprog, litauisk og lettisk. Sammenlign det preussiske ord Seme (zemē), [9] den lettiske zeme, den litauiske žemė.
Gammelpreussisk indeholdt et par lån specifikt fra gotisk (f.eks. det gammelpreussiske: ylo "syl", som med litauisk Ylä, lettiske īlens) og endda skandinaviske sprog.

## Liste over baltiske stammer
| Regioner           | Stammer og nationer | Lokaliteter               |
| ------------------ | ------------------- | ------------------------- |
| † Østbaltere       | Østgalindere        | Moskvaområdet             |
| † Østbaltere       | Dneprbaltere        | Dneprfloddalen            |
| Øst/mellem baltere | Letter              | Letgallen                 |
| Øst/mellem baltere | Litauere            | Aukštaitija (~ højlandet) |
| Øst/mellem baltere | Litauere            | Žemaitija (~ lavlandet)   |
| Øst/mellem baltere | Litauere            | Preussisk litauere        |
| † Overgangsbaltere | Selere              | Sēlija.                   |
| † Overgangsbaltere | Zemgallere          | Zemgale.                  |
| † Overgangsbaltere | Kurere              | Kurland.                  |
| † Vestbaltere      | Jotvingere          | Sudovia og Dainava        |
| † Vestbaltere      | Preussere           | Sambere                   |
| † Vestbaltere      | Preussere           | Skalvere                  |
| † Vestbaltere      | Preussere           | Nadruvere                 |
| † Vestbaltere      | Preussere           | Natangere                 |
| † Vestbaltere      | Preussere           | Bartere                   |
| † Vestbaltere      | Preussere           | Pomesanere                |
| † Vestbaltere      | Preussere           | Pogesanere                |
| † Vestbaltere      | Preussere           | Vestalindere              |
| † Vestbaltere      | Preussere           | Warmians or Varmians      |
| † Vestbaltere      | Preussere           | Sasnans                   |
| † Vestbaltere      | Preussere           | Lubavere                  |
| † Vestbaltere      | Pommerskebaltere    | Pommern                   |

† ~ Uddøde
Flere af de baltiske sprog er uddøde, og de lokale kulturer er forsvundet. Det drejer sig blandt andet om folkeslagene preusserne, zemgallerne, letgallerne, kurerne, skalverne, selerne, jotvingerne og galinderne, hvis sprog og kultur forsvandt i løbet af middelalderen.